# فرودگاه کوزیرفسک
فرودگاه کوزیرفسک فرودگاهی عمومی واقع در کوزیرفسک در کشور روسیه است.